# ديشمبية أجمية
ديشمبية أجمية (الاسم العلمي: Deschampsia cespitosa) هي نوع من النباتات تتبع جنس الديشمبية من الفصيلة النجيلية.